# Белоголовая мохуа
Белоголовая мохуа (лат. Mohoua albicilla) — маленькая насекомоядная птица из семейства Mohouidae. Эндемик Новой Зеландии.

## Описание
Белоголовая мохуа длиной 15 см. Вес самцов составляет 18,5 г, самок — 14,5 г. Верхняя часть тела, крылья и хвост самца светло-коричневые, голова и нижняя часть белые, голова почти чисто белая — отсюда название. Самки и молодые птицы имеют схожую окраску, но затылок и макушка коричневого цвета. Клюв и глаза чёрные, ноги сине-чёрного цвета. Белоголовая мохуа часто при опасности образует небольшие стаи из нескольких семейных групп.

## Распространение
Белоголовая мохуа — эндемичный для Северного и нескольких близлежащих островов Новой Зеландии, среди которых Литтл-Барриер, где это самая частая лесная птица, Грейт-Барриер и Капити, вид.

## Питание
Белоголовая мохуа питается преимущественно живущими на деревьях мелкими животными — пауками, бабочками, гусеницами и жуками, которых она собирает на пнях, листьях и ветках в кроне деревьев. Редко птиц можно увидеть на лесной подстилке. Своё питание птицы дополняют плодами растений, таких как Melicytus ramiflorus и Myrsine. Как и желтоголовые мохуа они часто висят на ветвях вниз головой.

## Размножение
Белоголовая мохуа строит своё гнездо на высоте от 1 до 15 м над землёй в кроне деревьев или расположенных глубже небольших деревьях и кустах. В кладке от 2 до 4 яиц. Высиживание длится примерно 18 дней. Птенцов кормят оба родителя. Птенцы становятся самостоятельными через 16—19 дней. В ноябре и декабре длиннохвостый коэль (Eudynamys taitensis) часто является гнездовым паразитом птиц. Он выбрасывает яйца из гнезда и откладывает в него единственное яйцо.